# Murdo (Dél-Dakota)
Murdo település az Amerikai Egyesült Államok Dél-Dakota államában, Jones megyében, melynek megyeszékhelye is. Lakosainak száma 475 fő (2020. április 1.).

## Népesség
A település népességének változása:

| 2010 | 488 |
| 2020 | 475 |